# Терновский, Михаил Фёдорович
Михаил Фёдорович Терновский (1883—1976) — советский генетик и селекционер, доктор сельскохозяйственных наук, профессор, лауреат Государственной премии СССР.
Родился в январе 1883 года. В 1903—1914 гг. работал учителем. Окончил Киевский политехнический институт (1918).
В 1919—1929 гг. занимался селекционной работой на сельскохозяйственных опытных станциях Грозного, Омска, Ульяновска. Во время работы в Омске - профессор кафедры частного земледелия Сибирского института сельского хозяйства и лесоводства.
В 1929—1933 гг. зав. отделом селекции и генетики Никитского ботанического сада. В 1933—1935 гг. зам. директора Азово-Черноморского селекционного центра (Краснодар).
С 1935 г. зав. лабораторией генетики ВНИИ табака и махорки (ВИТИМ, Краснодар, в 1942—1944 в эвакуации в Алма-Ате). Селекционер табака. Путём скрещивания культурных видов табака с дикими создал сорта, обладающие комплексным иммунитетом к табачной мозаике, мучнистой росе и пероноспорозу.
По совместительству в 1930-1940-е гг. профессор кафедры генетики, селекции и семеноводства Кубанского СХИ.
Кандидат биологических наук (1936). Профессор (1938). Доктор сельскохозяйственных наук (1963).
Лауреат Государственной премии СССР (1970) — за разработку метода отдалённой гибридизации растений с целью получения сортов, устойчивых к болезням. Награждён орденами и медалями.
Сочинения:
- Яровая пшеница Западно-Сибирской области… [Текст]. — Омск : Зап.-Сиб. обл. сел.-хоз. опытная станция, 1927 (тип.-лит. изд-ва «Рабочий путь»). — 1 т.; 26х17 см. — (Н. К. З. Западно-Сибирская областная сельскохозяйственная опытная станция. Селекционный отдел; Вып. № 13). Ч. 1: Ботанико-географический очерк [Текст]. — 1927. — 168 с., [2] вклад. л. карт. в 2 краски : граф.
- Яровая пшеница в Сибири / Ф. [!] Терновский, агр. Омск. обл. с.-х. опыт. ст. — 2-е изд. — Москва ; Ленинград : Гос. изд-во, 1925. — 58, [1] с. : ил., диагр.; 18 см.
- Яровая пшеница [в Сибири] / М. Ф. Терновский, (агр. Омск. обл. с.-х. опыт. ст.). — Москва : Гос. изд-во, 1925. — 68, [1] с. : ил., диагр.; 18 см.
- Терновский М. Ф. Результаты работ по межвидовой гибридизациив роде Nicotiana . Сб. науч.-исслед. работ ВИТИМ. Краснодар, 1958, № 150, с. 52-73.
- Терновский М. Ф. Полиплоиды и гаплоиды при межвидовой гибридизации Nicotiana . Сб. работ по селек., генет. и семеноводству табака и махорки. ВИТИМ. Краснодар, 1936,в.132,с.59-108.
- Терновский М. Ф. Межвидовая гибридизация в селекции табака и махорки. Сб. науч.-исслед. работ ВИТИМ. Краснодар, 1941, № 43, с. 99-125.
- Терновский М. Ф., Шинкарева И. К. Получение новых гибридов табака путем опыления in vitro . Тез. докл. ХП Междунар. бо-тан. съезда, Л., 1975, с. 232.
- Терновский М. Ф. Отдаленная гибридизация как метод создания устойчивых к болезням сортов табака. С/х биология, 1969, № 6, с. 45-50.
- Терновский М. Ф. Межвидовая гибридизация и экспериментальный мутагенез в селекции табака. В кн.: Генетические основы селекции растений. М., 1971, с. 260—305.